# Herrenhaus Deutschhorst
Das Herrenhaus Deutschhorst ist ein denkmalgeschütztes Bauwerk im nördlichen Teil des Ortsteils Deutschhorst (Wiesengrund 16) der Gemeinde Wallstawe in Sachsen-Anhalt. Im örtlichen Denkmalverzeichnis ist das Bauwerk unter der Erfassungsnummer 094 05971 als Baudenkmal verzeichnet.
Bei dem Bauwerk handelt es sich um das Haupthaus eines ehemaligen Rittergutes. Es ist ein zweigeschossiger Fachwerkbau mit einem Walmdach.
Erbaut wurde das Gebäude im Jahr 1750 für die Herren von Meding.